# Ponte romano di Chaves
Il ponte di Traiano (in portoghese: Ponte de Trajano) è un ponte romano nella parrocchia civile di Santa Maria Maior nel comune di Chaves, nella regione settentrionale portoghese di Terras de Trás-os-Montes.

## Storia
Il ponte fu costruito tra la fine del I secolo e l'inizio del II secolo sotto l'impero di Traiano. Nell'anno 104 fu eretta una colonna commemorativa in ricordo della costruzione del ponte da parte dei Flavi. La colonna, ora conosciuta come Padrão dos Povos (Monumento del Popolo), fu eretta da dieci cittadini e dedicata agli imperatori romani Vespasiano e Tito, e al legato dell'imperatore e il procuratore della VII Legione Gemina Felix.

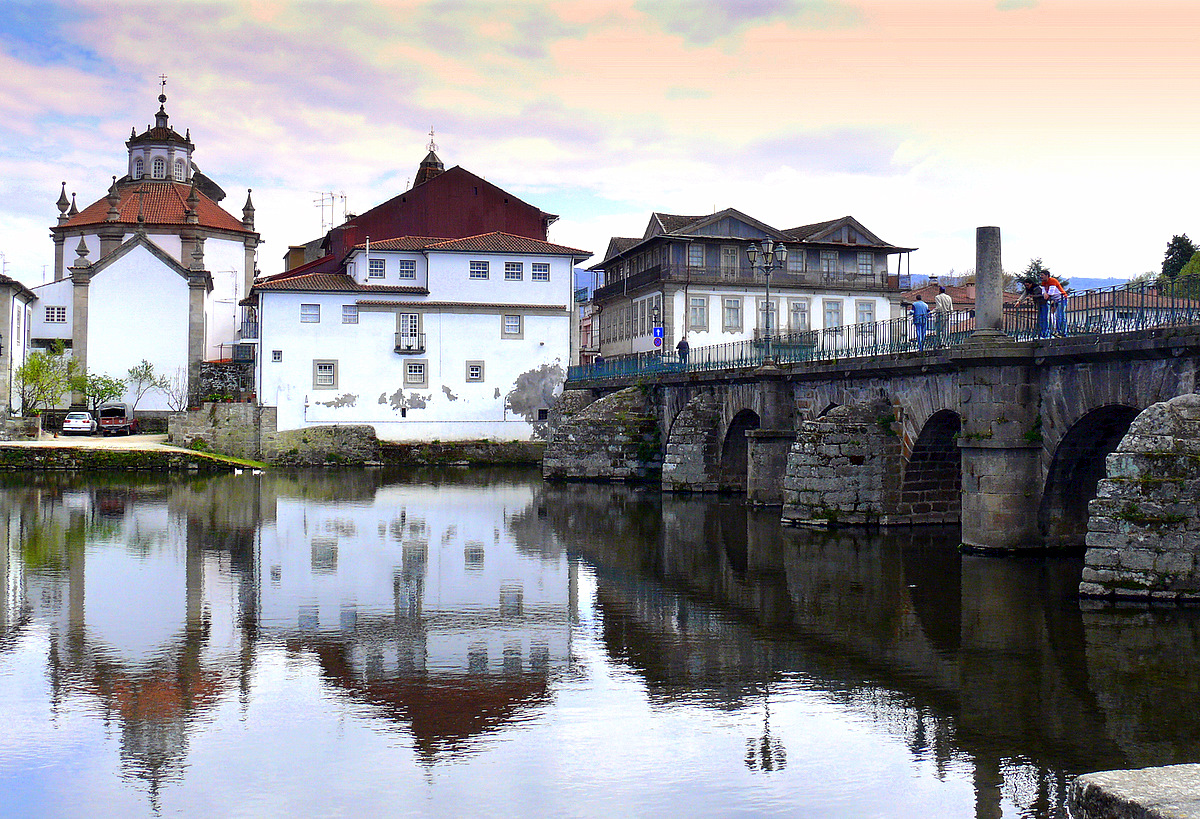
Vista del ponte e del margine a sud

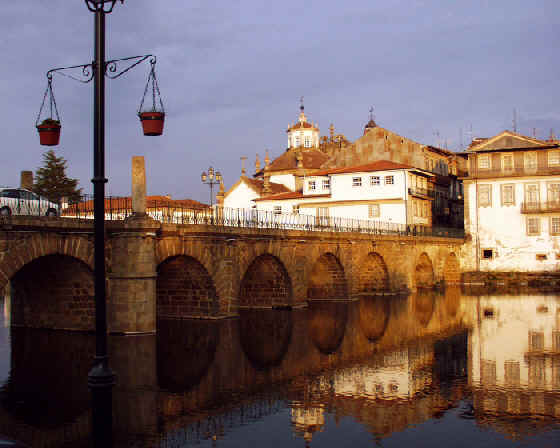
Vista a valle del ponte

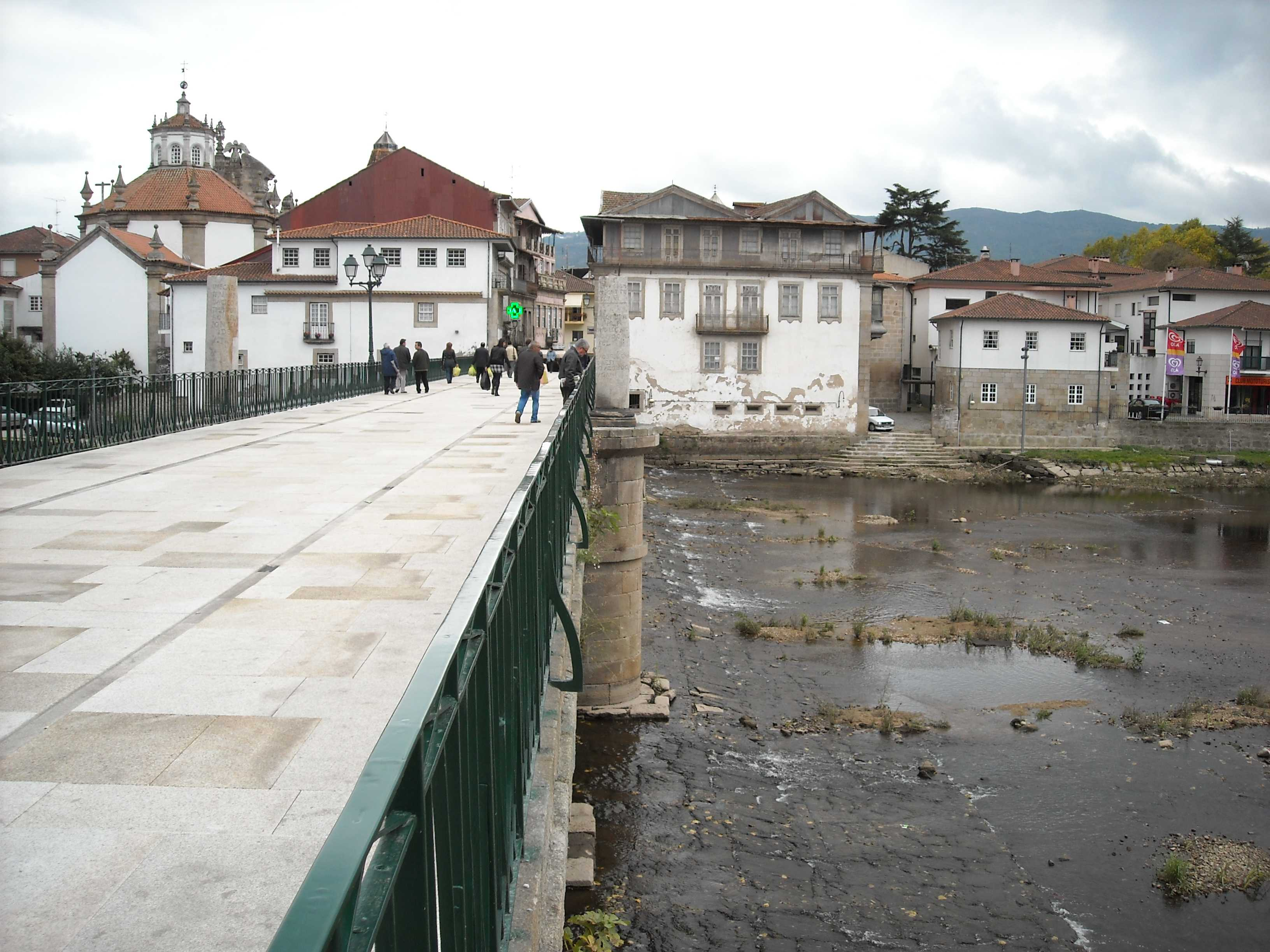
La strada sul ponte

Il ponte fu rappresentato per la prima volta nel XVI secolo nel libro di Duarte d'Armas. Visto dalla sponda orientale il ponte, mostrava 14 archi che erano interconnessi da talhamares attraverso parapetti. Presentava inoltre dei mulini ad acqua sulla sponda settentrionale. Il 7 dicembre 1514, il re D. Manuel emanò la prima carta foral che includeva nel suo blasone una rappresentazione del ponte.
Nel 1548, il cardinale spagnolo Luís de Castro, mentre si recava a Santiago di Compostela, passò per Chaves. Qui copiò l'iscrizione sulla colonna che aveva trovato negli orti di Simão Guedes. Similmente, nel 1572, Ambróis de Morales, mentre viaggiava tra i regni spagnoli, incontrò una colonna di fronte al ponte, presso dimora di João Guedes (probabile figlio o nipote di Simão Guedes), e copiò a sua volta l'iscrizione sul pilastro.
Tra la fine del XVI secolo e l'inizio del XVII, il monolite fu impiantato all'estremità nord del ponte, e fu in seguito riposizionato dopo una caduta che determinò la rottura dell'iscrizione. Nel 1711 o 1723 Távora completò uno studio e l'iscrizione fu copiata e pubblicata nelle sue Notícias. Nel 1738, Rodrigo de Sande Vasconcellos, tenente colonnello di artiglieria, ordinò la rimozione delle colonne, collocandone una nella piazza militare e un'altra come indicazione, inscrivendovi alcune lettere che col tempo divennero meno visibili (come riferito nelle Memórias Paroquiais del 1758).
Come indicato da Antonio Rodrígues Colmenero, Rodrigo de Sande aveva ordinato non solo la modifica di colonne esistenti, ma anche la costruzione di due nuove colonne uguali, da installare sul lato del ponte, dirimpetto alla città.
Il terremoto del 1 novembre 1755 causò lievi danni al sito. Stando al rapporto di António Manuel de Novais Mendonça (priore di Chaves) nelle Memórias Paroquiais (27 marzo 1758), il ponte aveva 12 archi (in passato erano 18) e larghi ed eccellenti blocchi di pietra. Il ponte segnalava i sobborghi di Madalena fino a Couraças e misurava 92 gradini geometrici di lunghezza 3 piedi di larghezza. Una raffigurazione del 1762 del ponte lo rappresentava con 12 archi; era inoltre dipinto senza alcuna decorazione né le due colonne sulla sponda del fiume dove si trovava la città.
Nel XIX secolo, la colonna è stata posizionata nella parte centrale del ponte, di fronte alla targa commemorativa. Il 6 dicembre 1878, il re suggerì un ampliamento del ponte. Vi è un'iscrizione del 1880 sullo stemma ovale che segnala l'ultima modifica del ponte, la costruzione del pilone e l'apposizione della lapide commemorativa stessa. Si ritiene a questo punto che ci fossero delle protezioni in pietra per le grate in ferro.
Con l'istituzione della Repubblica Portoghese, le due colonne furono decorate: una con lo stemma del Portogallo e della Corona, e l'altra, successivamente posta al Museo di Chaves, con un fleuron. Nel settembre 1913, João Francisco Alves Carneiro de Lamadarcos ebbe il permesso di costruire un passaggio di metallo sopra il ponte e il primo piano della sua abitazione, parte dell'Hotel Comércio.
Il 26 febbraio 1914, il Direttore distrettuale dei Lavori Pubblici deliberò riguardo alla riparazione della scalinata del ponte, la quale era in avanzato stato di usura. L'approvazione per procedere con i lavori fu concessa il 16 marzo.
Negli anni quaranta del Novecento, il consiglio cittadino fece costruire un muro stretto e lungo, seguendo l'argine del fiume. Questo portò alla soppressione di altri quattro archi, oltre ai quattro già interrati sull'argine destro e gli altri due su quello sinistro. Questi quattro archi erano già stati eliminati, a seguito dei lavori sul terreno realizzati dalla Junta Autónoma de Hidráulica Agrícola, mentre gli altri quattro erano occupati da magazzini, che dal 1942 erano utilizzati da esercizi commerciali.
Nel 1956, un progetto di dissabbiatura fu iniziato lungo il fiume Tâmega dal Direcção Hidráulica (Direttorato Idraulico) al costo di 249.989$, con la costruzione di nuovi accessi al ponte. Il 22 agosto 1959, il Direcção-Geral dos Serviços Hidráulicos (Direttorato Generale per i Servizi Idraulici) riportò la necessità di lavori di drenaggio e di ampliamento del letto del fiume. A seguito di questa analisi fu creata una commissione dalla DGSU per studiare nel dettaglio le criticità, includendo rappresentanti di varie istituzioni ed enti municipali. Un nuovo progetto fu ideato per allargare il fiume, alleviando così i tre archi e dissabbiando le sponde del fiume, consentendo dunque anche le migliorie sulla diga di Poldras, la protezione dell'argine e l'interramento della vecchia foce del Rivelas. Il progetto fu approvato il 4 luglio 1961 dal Ministero.
Un progetto per il miglioramento della riva del fiume Tâmega fu iniziato nel 1962 con un approccio a fasi, e concluso nel 1964. Durante l'esecuzione, furono attuate diverse escavazioni lungo il fiume, portando alla luce danni a 7 colonne di 8 archi. Grazie agli scavi emersero anche resti delle antiche pietre che esistevano prima della costruzione della strada tra Braga ed Astorga.
Nel 1967 la Comissão Regional de Turismo de Chaves (Commissione Regionale del Turismo di Chaves) intraprese delle lavorazioni sulle fondamenta, assieme alla pulizia della vegetazione sugli argini e la pittura della grata in ferro.
Nell'estate del 1980, durante il dragaggio del fiume, i lavoratori scoprirono una parte del ponte vicino e una colonna cilindrica, simile al Padrão dos Povos. Le differenze epigrafiche e l'usura dell'acqua resero la lettura dell'iscrizione completa molto difficile.
Il 1º giugno 1992, la giurisdizione del ponte passò all'Instituto Português do Património Arquitetónico (Istituto Portoghese del Patrimonio Architettonico) con il Decreto 106F/92 (Diário da República, Série 1A, 126).
Nel 2001, 50 metri di pavimento romano in pietra furono scoperti lungo l'argine del quartiere di Madalena. Le grandi lastre servivano da rampe oblique. Questo percorso era utilizzato nella stagione secca, all'inizio del XX secolo, dai contadini che attraversavano il fiume per rinfrescare gli animali e le ruote dei carri.
L'illuminazione del ponte arrivò dagli anni settanta del Novecento. Nel 1972 è stato avviato uno studio sulle zone di protezione per le mura, la torre del mastio, il bastione, il Forte di São Francisco e il ponte di Traiano. La Comissão Administrativa da Câmara (Commissione amministrativa) ha chiesto l'intervento per dissabbiare il fiume nel 1974. Durante la petizione, il Direcção-Geral dos Serviços Hidráulicos ha proposto di sgombrare il fiume, dando vita a un progetto per sostituire e rimodellare il sistema di drenaggio e l'impianto di trattamento delle acque reflue. In quel momento il governo municipale iniziò a lavorare sul ponte, senza l'approvazione o l'intervento dell'IPPC o della DGEMN. Tra il 1981 e il 1982 vi furono lavori per consolidare i tahlamares e rimuovere le relative lastre. L'IPPAR iniziò a ripulire le crepe e migliorare l'illuminazione.
Nel 2001, il consiglio comunale di Chaves ha iniziato la prospezione archeologica durante i lavori di ristrutturazione nel centro storico di Chaves.
Sotto il programma Polis, nel 2008, sono stati fatti dei lavori di riparazione e miglioramento del ponte, oltre alle migliorie sugli argini vicini al ponte stesso.

## Architettura

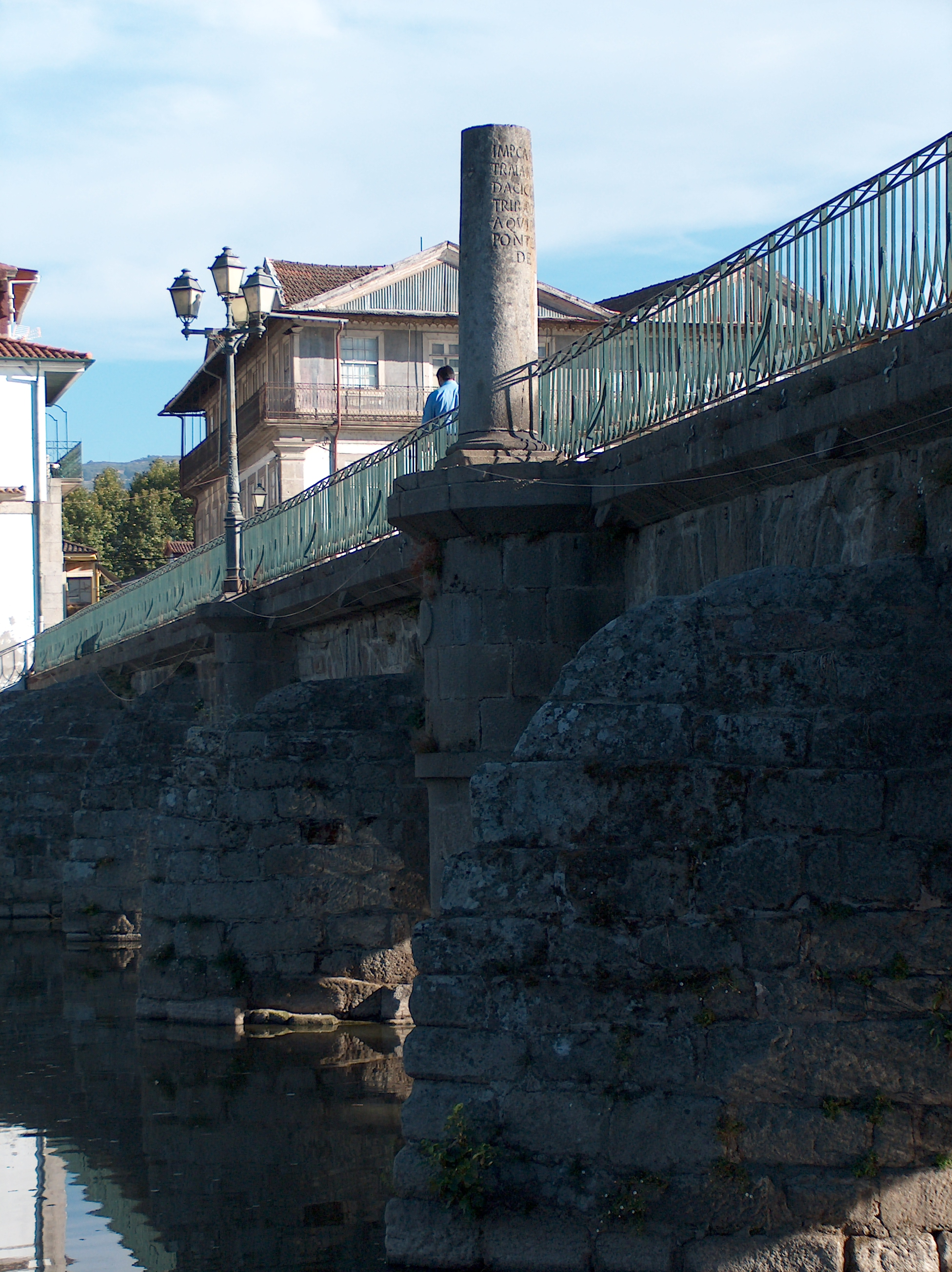
La posizione della colonna al centro del ponte

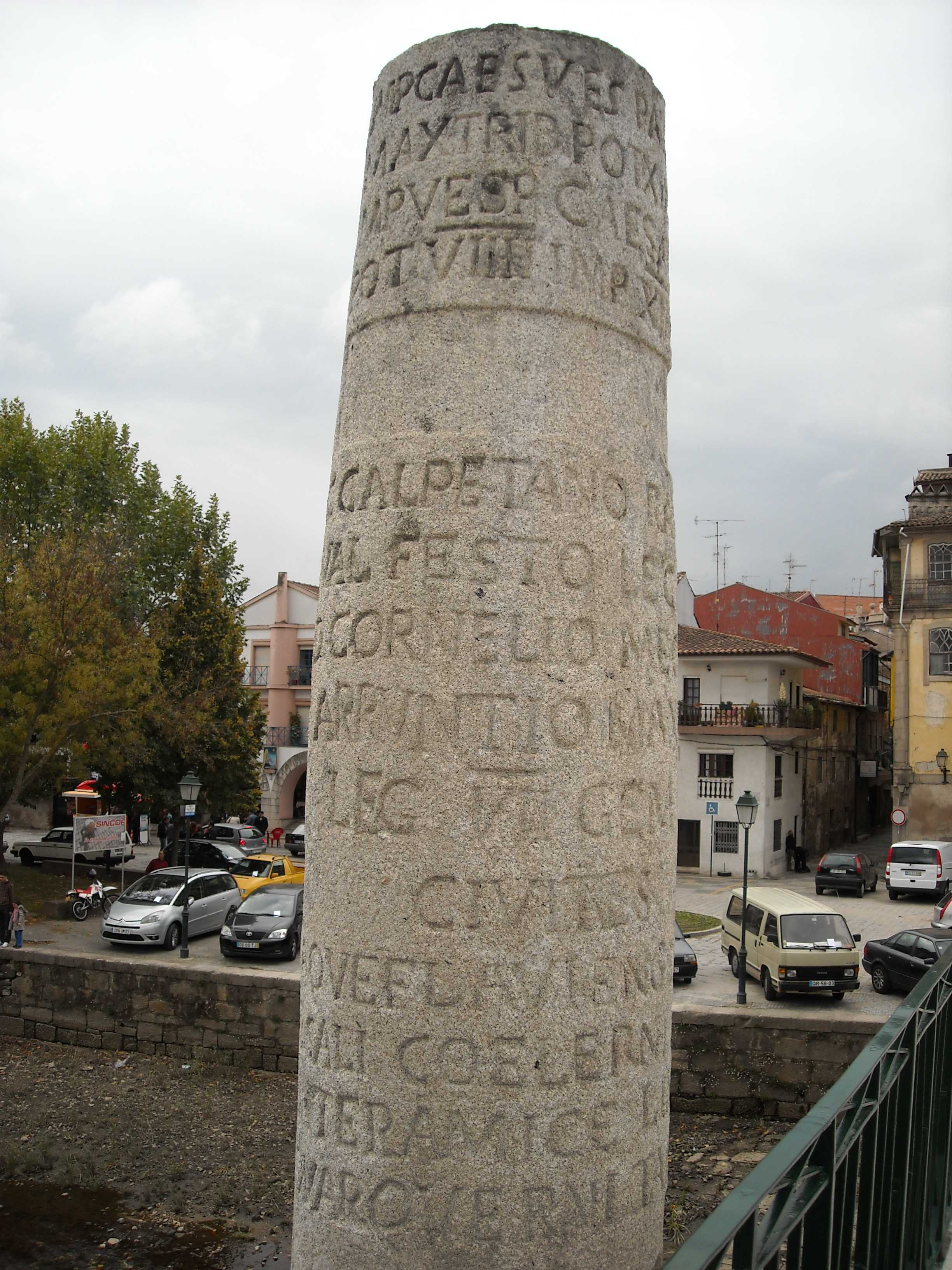
Il pilastro commemorativo sulla sommità del ponte

Il ponte è situato sul fiume Tâmega, integrato nello spazio urbano e addorsato sul margine destro lungo il barrio di Madalena. Sul lato destro vi sono 4 archi che affondano nella sponda, che fu costruita alla metà del XX secolo, con una scalinata ad ovest. Sopra i quattro archi vi è un percorso in metallo tra gli edifici costruiti ad est.
La parte superiore piana del ponte è lunga 140 metri, con un pavimento regolare su 16 archi visibili e doghe imbottite.
I due archi sul lato sinistro, vicini al quartiere di Madalena, sono più elevati rispetto agli altri; quattro sul lato sinistro sono coperti da magazzini, lacerati da aperture rettangolari fessurate. A monte, il ponte è impreziosito da otto talhamares a forma di prismi leggermente sfalsati, ciascuno con dimensioni diverse dall'altro. I bugnati di ogni struttura fungono da fulcro per gli archi, mentre altri sembrano solo addossare la struttura del ponte.
A metà tra il sesto e il settimo arco vi è (sia a monte sia a valle del ponte) una struttura avanzata con pilastro semiverticale (stemma ovale) con inscritta la data 1880. Sul pavimento vi è una cornice limitata su cui si ergono due pilastri cilindrici e monolitici, tra cui il Padrão dos Povos, che celebra la costruzione del ponte. Tra il quarto e il quinto arco, al posto di un talhamare, vi è un altro pilastro semicircolare composto da due corpi sfalsati, entrambi terminanti alla cornice. Nel sesto talhamare c'è un altro pilastro della stessa misura. La parte superiore piatta del ponte è coperta in lastroni regolari di granito, mentre le vie laterali sono in cemento. Esternamente, la struttura del ponte è evidenziata da una cornice in pietra e con intervalli regolari vi sono dei gargoyles semicircolari per drenare l'acqua. Vi è anche un cancello in ferro.
Il Padrão dos Povos riporta la seguente iscrizione:
IMP(eratori) CAES(ari) VE[SP(asiano) AVG(vsto) PONT(ifici)] / MAX(imo) TRIB(unicia) POT(estate) [XX P(atri) P(atriae) CO(n)S(uli) IX] / IMP(eratori) VESP(asiano) CAES(ari) AV[G(usti) F(ilio) PONT(ifici) TRIB(unicia) POT(estate)] / VIII IMP(eratori) XIIII CO(n)[S(uli) VI / [...] / C(aio) CALPETANO RA[NTIO QVIRINALI] / VAL(erio) FESTO LEG(ato) A[VG(usti) PR(o) PR(aetore)] / D(ecio) CORNELIO MA[ECIANO LEG(ato) AVG(usti)] / L(ucio) ARRVNTIO MAX[IMO PROC(uratori) AVG(usti)] / LEG(ioni) VII GEM(inae) [FEL(ici)] / CIVITATES [X] AQVIFLAVIEN[SES AOBRIGENS(es)] / BIBALI COEL[ERNI EQVAESI] / INTERAMIC[I LIMICI NAEBISOCI] / QVARQVE[R]NI TA[MAGANI]
L'imperatore Cesare Vespasiano Augusto, Pontefice massimo, dieci volte con potere giudiziario, venti volte padre della patria, console nove volte e figlio dell'imperatore Vespasiano Cesare Augusto, Pontefice, otto volte con potere giudiziario, quattordici volte imperatore, console sei volte [...] legato dell'Augusto Gaio Calpetano Ranzio Quirinale Valerio Festo, legato dell'Augusto Decio Cornelio Meciano, procuratore dell'Augusto della VII Legione Gemina Felix, Lucio Arruntio Massimo, insieme ad altre dieci nazioni, gli Aquaflaviensi, Aobrigensi, Biballi, Coelerni, Equaesi, Interamici, Limici, Naebisoci, Quaquerni, Tamagani.
La colonna commemorativa riporta la seguente iscrizione:
IMP(eratori) CAES(ari) NERVA / TRAIANO AVG(usto) GER(manico) / DACICO PONT(ifici) MAX(imo) / TRIB(unitia) POT(estate) CO(n)S(ule) VP(atri) P(atriae) / AQVIFLAVIENSES / PONTEM LAPIDEVM / DE SVO F(aciendum) C(uravit)
Imperatore Cesare Nerva Traiano Augusto Germanico, Dacico, Pontefice massimo, con potestà tribunizia, console 15 volte, padre della patria; il popolo di Aque Flavie eresse questo ponte a proprie spese.